# Ornithidium niveum
Ornithidium niveum är en orkidéart som beskrevs av John Lindley. Ornithidium niveum ingår i släktet Ornithidium och familjen orkidéer. Inga underarter finns listade i Catalogue of Life.